# Shin Minjun
Shin Minjun (hangeul : 신민준) est un joueur de go professionnel coréen né le 11 janvier 1999. 

## Carrière
Il devient professionnel en 2012. En 2020, il remporte la Coupe LG son premier titre international majeur. En 2023, il remporte un deuxieme titre international, le Kuksu Mountains International Baduk Championship .